# Pustelnik (strumień)
Pustelnik (Sążnik, Srebrzanka, Brzeźnik) – całoroczny strumień przepływający przez Zieloną Górę. Jego źródło znajduje się na Wzgórzach Piastowskich. Wpada do Śląskiej Ochli. W biegu Pustelnika znajduje się staw Zalew oraz liczne źródła.
Kontrola stanu czystości strumienia Pustelnik przeprowadzona w okresie jesiennym w latach 2002-4 w punktach kontrolnych powyżej kąpieliska "Ochla" i poniżej zbiornika rekreacyjnego wykazała, że pod względem wskaźników fizycznych, tlenowych, większości biogennych i zasolenia kwalifikuje się do wód o bardzo dobrej lub dobrej jakości. Wyjątkiem są trochę wyższe stężenia azotu Kjeldahla (III klasa) stwierdzone w punkcie kontrolnym usytuowanym poniżej zbiornika rekreacyjnego.
W 1955 roku zmieniono urzędowo niemiecką nazwę cieku – Einsiedel-Bach, na polską nazwę – Sącznik.